# (9471) Ostend
(9471) Ostend es un asteroide perteneciente al cinturón de asteroides, descubierto el 26 de julio de 1998 por Eric Walter Elst desde el Observatorio de La Silla, Chile.

## Designación y nombre
Designado provisionalmente como 1998 OU13. Debe su nombre a una ciudad (en flamenco Oostende, en francés Ostende) situada en la costa belga. Fue un pueblo pesquero desde el siglo IX y fue fortificado en 1583 como bastión holandés en Bélgica. Sin embargo, en 1604 cayó en manos de las tropas españolas tras un asedio de tres años. Con el emperador Carlos VI de Austria, que fundó la "Compañía de Ostende", Ostende entró en un período de prosperidad. Tras la independencia belga en 1830 se convirtió en un balneario de moda. Conectada con Inglaterra por mar y aire, a Ostende se la suele llamar la "puerta de entrada a Europa".

## Características orbitales
Ostend está situado a una distancia media del Sol de 2,791 ua, pudiendo alejarse hasta 3,021 ua y acercarse hasta 2,561 ua. Su excentricidad es 0,082 y la inclinación orbital 2,430 grados. Emplea 1703,25 días en completar una órbita alrededor del Sol.
Pertenece a la familia de asteroides de (847) Agnia.

## Características físicas
La magnitud absoluta de Ostend es 13,59. Tiene 5,715 km de diámetro y su albedo se estima en 0,236.